# Jean-Aimé Toupane
Jean-Aimé Toupane (* 12. Januar 1958 in Kaolack) ist ein senegalesisch-französischer Basketballtrainer und ehemaliger -spieler.

## Werdegang

### Spieler
Toupane, der 1978 mit der Nationalmannschaft des Senegal an der Weltmeisterschaft in Manila teilnahm (6,4 Punkte/WM-Spiel), spielte in seinem Geburtsland auf Vereinsebene bis 1980 für die Mannschaft Jeanne d’Arc Dakar. 1980 wechselte er vom Senegal nach Frankreich und spielte bis 1982 für den unterklassigen Verein BAC Mirande.
Nach zwei Jahren (1982 bis 1984) beim französischen Zweitligisten Villeneuve-sur-Lot spielte Toupane zwischen 1984 und 1993 für drei Mannschaften der höchsten französischen Spielklasse: AS Monaco (1984 bis 1988), Mülhausen (1989 bis 1991), Gravelines (1991 bis 1993). 1993/94 stand Toupane wieder in Diensten Mülhausens, mittlerweile in der zweiten Liga. 1994/95 spielte er für den Erstligisten Lyon und von 1995 bis 1998 in Toulouse (die ersten beiden Jahre in der zweiten, 1997/98 in der ersten Liga als Spielertrainer).

### Trainer
Nach einem Jahr als Spielertrainer in Toulouse widmete er sich bei dem Verein vollständig der Trainerarbeit und hatte das Amt bis 2001 inne. Toupane arbeitete ab 2001 als Trainer in Clermont-Ferrand. Er führte die Mannschaft von der dritten in die zweite Liga und 2004 zum Aufstieg in die erste Liga, in der man bis 2006 antrat. Toupane blieb bis 2008 in Clermont-Ferrand im Amt. Bei der Europameisterschaft 2005 war Toupane Assistenztrainer der französischen Herren-Nationalmannschaft, die bei dem Turnier Bronze gewann. Er blieb bis 2007 in diesem Amt für die Nationalmannschaft tätig.
Zu Saisonbeginn 2008/09 war er Trainer des Erstligisten Pau-Orthez, Mitte November 2008 wurde er nach sechs Niederlagen in Folge entlassen.
2012/13 betreute er den Zweitligisten Hyères-Toulon als Trainer. Er übernahm 2013 das Traineramt beim Erstligisten Olympique d’Antibes. Anfang Dezember 2013 endete die Zusammenarbeit, nachdem die Mannschaft zuvor unter Toupanes Leitung von neun Spielen nur eines gewonnen hatte.
Neben seinen Aufgaben im Vereinsbereich war Toupane von 2009 bis 2021 Cheftrainer der französischen U20-Nationalauswahl der Männer. Unter seiner Führung wurde Frankreich im Altersbereich U20 einmal Europameister (2010), zweimal Vize-Europameister (2009, 2012) und zweimal EM-Dritter (2011, 2017). Zu seinen Spielern in der U20-Nationalmannschaft gehörten im Laufe der Jahre spätere europäische Spitzenkräfte wie Antoine Diot, Kevin Séraphin, Thomas Heurtel, Andrew Albicy, Evan Fournier, Léo Westermann, Élie Okobo und Amine Noua. Toupane betreute zusätzlich von 2014 bis 2021 die in der dritthöchsten Spielklasse Nationale 1 am Profi-Wettkampfbetrieb teilnehmende Mannschaft des Leistungszentrums INSEP. Anfang Oktober 2021 wurde Toupane französischer Damen-Nationaltrainer. 2023 gewann man EM-Bronze und 2024 die Silbermedaille bei den Olympischen Sommerspielen.

## Familie
Sein Sohn Axel Toupane wurde französischer Nationalspieler.